# Interlands Italiaans voetbalelftal 1930-1939
Deze pagina toont een chronologisch en gedetailleerd overzicht van de interlands die het Italiaans voetbalelftal heeft gespeeld in de periode 1930 – 1939.

## Interlands

### 1930
|                                                                        |                                                                          |       |                                   |                                                                               |
| 9 februari Vriendschappelijk № 83 «onderlinge duels» 15:00 uur (UTC+1) | Italië                                                                   | 4 – 2 | Zwitserland                       | Stadio Nazionale PNF, Rome Toeschouwers: 30.000 Scheidsrechter: H. Gray (ENG) |
| 9 februari Vriendschappelijk № 83 «onderlinge duels» 15:00 uur (UTC+1) | Mario Magnozzi 22' Mumo Orsi 26' Giuseppe Meazza 37' Giuseppe Meazza 39' |       | 17' Aldo Poretti 19' Aldo Poretti | Stadio Nazionale PNF, Rome Toeschouwers: 30.000 Scheidsrechter: H. Gray (ENG) |

|                                                                     |           |                                           |        |                                                                                      |
| 2 maart Vriendschappelijk № 84 «onderlinge duels» 15:00 uur (UTC+1) | Duitsland | 0 – 2                                     | Italië | Waldstadion, Frankfurt am Main Toeschouwers: 46.000 Scheidsrechter: Paul Ruoff (SUI) |
| 2 maart Vriendschappelijk № 84 «onderlinge duels» 15:00 uur (UTC+1) |           | 53' Adolfo Baloncieri 75' Giuseppe Meazza |        | Waldstadion, Frankfurt am Main Toeschouwers: 46.000 Scheidsrechter: Paul Ruoff (SUI) |

|                                                                        |                       |       |                       |                                                                                      |
| 6 april Vriendschappelijk № 85 «onderlinge duels» 14:45 uur (UTC+0:20) | Nederland             | 1 – 1 | Italië                | Olympisch Stadion, Amsterdam Toeschouwers: 30.000 Scheidsrechter: Peco Bauwens (GER) |
| 6 april Vriendschappelijk № 85 «onderlinge duels» 14:45 uur (UTC+0:20) | Jan van den Broek 63' |       | 24' Adolfo Baloncieri | Olympisch Stadion, Amsterdam Toeschouwers: 30.000 Scheidsrechter: Peco Bauwens (GER) |

|                                                                                               |           |                                                  |        |                                                                                      |
| 11 mei Centraal-Europese Internationale Beker 1927-1930 № 86 «onderlinge duels» 16:00 (UTC+1) | Hongarije | 0 – 5                                            | Italië | Üllői úti stadion, Boedapest Toeschouwers: 40.000 Scheidsrechter: Peco Bauwens (GER) |
| 11 mei Centraal-Europese Internationale Beker 1927-1930 № 86 «onderlinge duels» 16:00 (UTC+1) |           | 17', 65', 70' Meazza 72' Magnozzi 84' Costantino |        | Üllői úti stadion, Boedapest Toeschouwers: 40.000 Scheidsrechter: Peco Bauwens (GER) |

|                                                                     |                             |       |                                           |                                                                                         |
| 22 juni Vriendschappelijk № 87 «onderlinge duels» 17:00 uur (UTC+1) | Italië                      | 2 – 3 | Spanje                                    | Stadio Littoriale, Bologna Toeschouwers: 46.000 Scheidsrechter: Raphaël Van Praag (BEL) |
| 22 juni Vriendschappelijk № 87 «onderlinge duels» 17:00 uur (UTC+1) | Raffaele Costantino 3', 40' |       | 30', 72' Luis Regueiro 87' Martí Ventolrà | Stadio Littoriale, Bologna Toeschouwers: 46.000 Scheidsrechter: Raphaël Van Praag (BEL) |

### 1931
|                                                                        |                                                                       |       |           |                                                                                  |
| 25 januari Vriendschappelijk № 88 «onderlinge duels» 14:30 uur (UTC+1) | Italië                                                                | 5 – 0 | Frankrijk | Stadio Littoriale, Bologna Toeschouwers: 48.000 Scheidsrechter: Paul Ruoff (SUI) |
| 25 januari Vriendschappelijk № 88 «onderlinge duels» 14:30 uur (UTC+1) | Giuseppe Meazza 21', 34', 40' Renato Cesarini 51' Renato Cattaneo 73' |       |           | Stadio Littoriale, Bologna Toeschouwers: 48.000 Scheidsrechter: Paul Ruoff (SUI) |

| |                     |       |            |                                                                        |
| 22 februari Centraal-Europese Internationale Beker 1931-1932 № 89 «onderlinge duels» 15:00 (UTC+1) | Italië              | 2 – 1 | Oostenrijk | San Siro, Milaan Toeschouwers: 45.000 Scheidsrechter: Paul Ruoff (SUI) |
| 22 februari Centraal-Europese Internationale Beker 1931-1932 № 89 «onderlinge duels» 15:00 (UTC+1) | Meazza 34' Orsi 52' |       | 4' Horvath | San Siro, Milaan Toeschouwers: 45.000 Scheidsrechter: Paul Ruoff (SUI) |

| |                           |       |                     |                                                                                |
| 29 maart Centraal-Europese Internationale Beker 1931-1932 № 90 «onderlinge duels» 15:00 uur (UTC+1) | Zwitserland               | 1 – 1 | Italië              | Wankdorf-Stadion, Bern Toeschouwers: 22.000 Scheidsrechter: Stanley Rous (ENG) |
| 29 maart Centraal-Europese Internationale Beker 1931-1932 № 90 «onderlinge duels» 15:00 uur (UTC+1) | André Abegglen 70' (pen.) |       | 85' Renato Cesarini | Wankdorf-Stadion, Bern Toeschouwers: 22.000 Scheidsrechter: Stanley Rous (ENG) |

|                                                                      |          |                                        |        |                                                                               |
| 12 april Vriendschappelijk № 91 «onderlinge duels» 16:00 uur (UTC+1) | Portugal | 0 – 2                                  | Italië | Campo do Ameal, Porto Toeschouwers: 15.000 Scheidsrechter: José Llovera (ESP) |
| 12 april Vriendschappelijk № 91 «onderlinge duels» 16:00 uur (UTC+1) |          | 33' Raimundo Orsi 41' Giovanni Ferrari |        | Campo do Ameal, Porto Toeschouwers: 15.000 Scheidsrechter: José Llovera (ESP) |

|                                                                    |        |       |        |                                                                          |
| 19 april Vriendschappelijk № 92 «onderlinge duels» 16:30 uur (UTC) | Spanje | 0 – 0 | Italië | San Mamés, Bilbao Toeschouwers: 22.000 Scheidsrechter: Louis Baert (BEL) |
| 19 april Vriendschappelijk № 92 «onderlinge duels» 16:30 uur (UTC) |        |       |        | San Mamés, Bilbao Toeschouwers: 22.000 Scheidsrechter: Louis Baert (BEL) |

|                                                                    |                                                              |       |           |                                                                                    |
| 20 mei Vriendschappelijk № 93 «onderlinge duels» 17:15 uur (UTC+1) | Italië                                                       | 3 – 0 | Schotland | Stadio Nazionale PNF, Rome Toeschouwers: 25.000 Scheidsrechter: Peco Bauwens (GER) |
| 20 mei Vriendschappelijk № 93 «onderlinge duels» 17:15 uur (UTC+1) | Raffaele Costantino 6' Giuseppe Meazza 42' Raimundo Orsi 87' |       |           | Stadio Nazionale PNF, Rome Toeschouwers: 25.000 Scheidsrechter: Peco Bauwens (GER) |

| |                                 |       |                   |                                                                                  |
| 15 november Centraal-Europese Internationale Beker 1931-1932 № 94 «onderlinge duels» 15:00 (UTC+1) | Italië                          | 2 – 2 | Tsjecho-Slowakije | Stadio Nazionale PNF, Rome Toeschouwers: 35.000 Scheidsrechter: Paul Ruoff (SUI) |
| 15 november Centraal-Europese Internationale Beker 1931-1932 № 94 «onderlinge duels» 15:00 (UTC+1) | Pitto 53' Bernardini 57' (pen.) |       | 55', 83' Svoboda  | Stadio Nazionale PNF, Rome Toeschouwers: 35.000 Scheidsrechter: Paul Ruoff (SUI) |

| |                                     |       |               |                                                                                  |
| 13 december Centraal-Europese Internationale Beker 1931-1932 № 95 «onderlinge duels» 14:30 uur (UTC+1) | Italië                              | 3 – 2 | Hongarije     | Stadio Filadelfia, Turijn Toeschouwers: 40.000 Scheidsrechter: René Mercet (SUI) |
| 13 december Centraal-Europese Internationale Beker 1931-1932 № 95 «onderlinge duels» 14:30 uur (UTC+1) | Libonatti 22' Orsi 56' Cesarini 90' |       | 53', 60' Avar | Stadio Filadelfia, Turijn Toeschouwers: 40.000 Scheidsrechter: René Mercet (SUI) |

### 1932
| |                                 |       |             |                                                                                          |
| 14 februari Centraal-Europese Internationale Beker 1931-1932 № 96 «onderlinge duels» 15:00 uur (UTC+1) | Italië                          | 3 – 0 | Zwitserland | Stadio Giorgio Ascarelli, Napoli Toeschouwers: 30.000 Scheidsrechter: Peco Bauwens (GER) |
| 14 februari Centraal-Europese Internationale Beker 1931-1932 № 96 «onderlinge duels» 15:00 uur (UTC+1) | Francesco Fedullo 30', 32', 55' |       |             | Stadio Giorgio Ascarelli, Napoli Toeschouwers: 30.000 Scheidsrechter: Peco Bauwens (GER) |

| |                   |       |            |                                                                            |
| 20 maart Centraal-Europese Internationale Beker 1931-1932 № 97 «onderlinge duels» 16:00 uur (UTC+1) | Oostenrijk        | 2 – 1 | Italië     | Praterstadion, Wenen Toeschouwers: 63.000 Scheidsrechter: Paul Ruoff (SUI) |
| 20 maart Centraal-Europese Internationale Beker 1931-1932 № 97 «onderlinge duels» 16:00 uur (UTC+1) | Sindelar 56', 58' |       | 66' Meazza | Praterstadion, Wenen Toeschouwers: 63.000 Scheidsrechter: Paul Ruoff (SUI) |

|                                                                      |                     |       |                                            |                                                                                                 |
| 10 april Vriendschappelijk № 98 «onderlinge duels» 15:00 uur (UTC+1) | Frankrijk           | 1 – 2 | Italië                                     | Stade olympique Yves-du-Manoir, Colombes Toeschouwers: 45.000 Scheidsrechter: René Mercet (SUI) |
| 10 april Vriendschappelijk № 98 «onderlinge duels» 15:00 uur (UTC+1) | Ernest Libérati 11' |       | 43' Mario Magnozzi 52' Raffaele Costantino | Stade olympique Yves-du-Manoir, Colombes Toeschouwers: 45.000 Scheidsrechter: René Mercet (SUI) |

|                                                                                                  |                  |       |                |                                                                                             |
| 8 mei Centraal-Europese Internationale Beker 1931-1932 № 99 «onderlinge duels» 17:00 uur (UTC+1) | Hongarije        | 1 – 1 | Italië         | Hungária Körúti Stadion, Boedapest Toeschouwers: 40.000 Scheidsrechter: Sophus Hansen (DEN) |
| 8 mei Centraal-Europese Internationale Beker 1931-1932 № 99 «onderlinge duels» 17:00 uur (UTC+1) | Toldi 44' (pen.) |       | 4' Constantino | Hungária Körúti Stadion, Boedapest Toeschouwers: 40.000 Scheidsrechter: Sophus Hansen (DEN) |

| |                               |       |             |                                                                                  |
| 28 oktober Centraal-Europese Internationale Beker 1931-1932 № 100 «onderlinge duels» 15:00 uur (UTC+1) | Tsjecho-Slowakije             | 2 – 1 | Italië      | Sportovní Stadion, Praag Toeschouwers: 31.000 Scheidsrechter: Peco Bauwens (GER) |
| 28 oktober Centraal-Europese Internationale Beker 1931-1932 № 100 «onderlinge duels» 15:00 uur (UTC+1) | Bradáč 28' (pen.) Nejedlý 59' |       | 54' Ferrari | Sportovní Stadion, Praag Toeschouwers: 31.000 Scheidsrechter: Peco Bauwens (GER) |

|                                                                          |                                                                 |       |                                        |                                                                               |
| 27 november Vriendschappelijk № 101 «onderlinge duels» 14:30 uur (UTC+1) | Italië                                                          | 4 – 2 | Hongarije                              | San Siro, Milaan Toeschouwers: 32.000 Scheidsrechter: William Bangerter (SUI) |
| 27 november Vriendschappelijk № 101 «onderlinge duels» 14:30 uur (UTC+1) | Raimundo Orsi 26', 35' Giuseppe Meazza 52' Giovanni Ferrari 79' |       | 40' (pen.) Béla Bihámy 86' Imre Markos | San Siro, Milaan Toeschouwers: 32.000 Scheidsrechter: William Bangerter (SUI) |

### 1933
|                                                                        |                                                                 |       |               |                                                                                        |
| 1 januari Vriendschappelijk № 102 «onderlinge duels» 14:30 uur (UTC+1) | Italië                                                          | 3 – 1 | Duitsland     | Stadio Renato Dall'Ara, Bologna Toeschouwers: 30.000 Scheidsrechter: Louis Baert (BEL) |
| 1 januari Vriendschappelijk № 102 «onderlinge duels» 14:30 uur (UTC+1) | Giuseppe Meazza 24' Raffaele Costantino 27' Angelo Schiavio 58' |       | 4' Oskar Rohr | Stadio Renato Dall'Ara, Bologna Toeschouwers: 30.000 Scheidsrechter: Louis Baert (BEL) |

|                                                                        |                           |       |                                                  |                                                                                   |
| 12 februari Vriendschappelijk № 103 «onderlinge duels» 14:30 uur (UTC) | België                    | 2 – 3 | Italië                                           | Jubelstadion, Brussel Toeschouwers: 35.000 Scheidsrechter: Walter Lewington (ENG) |
| 12 februari Vriendschappelijk № 103 «onderlinge duels» 14:30 uur (UTC) | Bernard Voorhoof 31', 46' |       | 26', 46' Giuseppe Meazza 71' Raffaele Costantino | Jubelstadion, Brussel Toeschouwers: 35.000 Scheidsrechter: Walter Lewington (ENG) |

| |             |                                              |        |                                                                                |
| 2 april Centraal-Europese Internationale Beker 1933-1935 № 104 «onderlinge duels» 15:00 uur (UTC+1) | Zwitserland | 0 – 3                                        | Italië | Parc des Sports, Genève Toeschouwers: 25.300 Scheidsrechter: Louis Baert (BEL) |
| 2 april Centraal-Europese Internationale Beker 1933-1935 № 104 «onderlinge duels» 15:00 uur (UTC+1) |             | 35', 60' Angelo Schiavio 75' Giuseppe Meazza |        | Parc des Sports, Genève Toeschouwers: 25.300 Scheidsrechter: Louis Baert (BEL) |

|                                                                                                   |                          |       |                   |                                                                                                 |
| 7 mei Centraal-Europese Internationale Beker 1933-1935 № 105 «onderlinge duels» 15:30 uur (UTC+1) | Italië                   | 2 – 0 | Tsjecho-Slowakije | Stadio Comunale Giovanni Berta, Florence Toeschouwers: 25.000 Scheidsrechter: Louis Baert (BEL) |
| 7 mei Centraal-Europese Internationale Beker 1933-1935 № 105 «onderlinge duels» 15:30 uur (UTC+1) | Ferrari 41' Schiavio 44' |       |                   | Stadio Comunale Giovanni Berta, Florence Toeschouwers: 25.000 Scheidsrechter: Louis Baert (BEL) |

|                                                                     |                     |       |                  |                                                                                    |
| 13 mei Vriendschappelijk № 106 «onderlinge duels» 15:30 uur (UTC+1) | Italië              | 1 – 1 | Engeland         | Stadio Nazionale PNF, Rome Toeschouwers: 50.000 Scheidsrechter: Peco Bauwens (GER) |
| 13 mei Vriendschappelijk № 106 «onderlinge duels» 15:30 uur (UTC+1) | Giovanni Ferrari 4' |       | 24' Cliff Bastin | Stadio Nazionale PNF, Rome Toeschouwers: 50.000 Scheidsrechter: Peco Bauwens (GER) |

| |           |           |        |                                                                                      |
| 22 oktober Centraal-Europese Internationale Beker 1933-1935 № 107 «onderlinge duels» 15:00 uur (UTC+1) | Hongarije | 0 – 1     | Italië | Üllői úti stadion, Boedapest Toeschouwers: 38.000 Scheidsrechter: Stanley Rous (ENG) |
| 22 oktober Centraal-Europese Internationale Beker 1933-1935 № 107 «onderlinge duels» 15:00 uur (UTC+1) |           | 43' Borel |        | Üllői úti stadion, Boedapest Toeschouwers: 38.000 Scheidsrechter: Stanley Rous (ENG) |

| |                                                                                             |       |                                         |                                                                                  |
| 3 december Centraal-Europese Internationale Beker 1933-1935 № 108 «onderlinge duels» 14:30 uur (UTC+1) | Italië                                                                                      | 5 – 2 | Zwitserland                             | Artemio Franchi, Florence Toeschouwers: 35.000 Scheidsrechter: Louis Baert (BEL) |
| 3 december Centraal-Europese Internationale Beker 1933-1935 № 108 «onderlinge duels» 14:30 uur (UTC+1) | Giovanni Ferrari 8' Mario Pizziolo 44' Raimundo Orsi 49' Giuseppe Meazza 55' Luis Monti 66' |       | 21' Giuseppe Bossi 38' Leopold Kielholz | Artemio Franchi, Florence Toeschouwers: 35.000 Scheidsrechter: Louis Baert (BEL) |

### 1934
| |                        |       |                                  |                                                                                                   |
| 11 februari Centraal-Europese Internationale Beker 1933-1935 № 109 «onderlinge duels» 14:30 uur (UTC+1) | Italië                 | 2 – 4 | Oostenrijk                       | Stadio Municipale Benito Mussolini, Turijn Toeschouwers: 54.000 Scheidsrechter: René Mercet (SUI) |
| 11 februari Centraal-Europese Internationale Beker 1933-1935 № 109 «onderlinge duels» 14:30 uur (UTC+1) | Guaita 48' (pen.), 50' |       | 19', 23', 55' Zischek 28' Binder | Stadio Municipale Benito Mussolini, Turijn Toeschouwers: 54.000 Scheidsrechter: René Mercet (SUI) |

|                                                                          |                                         |       |             |                                                                         |
| 25 maart WK 1934 kwalificatie № 110 «onderlinge duels» 15:00 uur (UTC+1) | Italië                                  | 4 – 0 | Griekenland | San Siro, Milaan Toeschouwers: 20.000 Scheidsrechter: René Mercet (SUI) |
| 25 maart WK 1934 kwalificatie № 110 «onderlinge duels» 15:00 uur (UTC+1) | Guarisi 40' Meazza 44', 71' Ferrari 69' |       |             | San Siro, Milaan Toeschouwers: 20.000 Scheidsrechter: René Mercet (SUI) |

| Wereldkampioenschap voetbal 1934 |
| -------------------------------- |

|                                                                        |                                                             |       |                  |                                                                                   |
| 27 mei WK 1934 Eerste ronde № 111 «onderlinge duels» 16:00 uur (UTC+1) | Italië                                                      | 7 – 1 | Verenigde Staten | Stadio Nazionale PNF, Rome Toeschouwers: 20.000 Scheidsrechter: René Mercet (SUI) |
| 27 mei WK 1934 Eerste ronde № 111 «onderlinge duels» 16:00 uur (UTC+1) | Schiavio 18', 29', 64' Orsi 20', 69' Ferrari 63' Meazza 90' |       | 57' Donelli      | Stadio Nazionale PNF, Rome Toeschouwers: 20.000 Scheidsrechter: René Mercet (SUI) |

|                                                                       |             |              |              |                                                                                        |
| 31 mei WK 1934 Kwartfinale № 112 «onderlinge duels» 16:30 uur (UTC+1) | Italië      | 1 – 1 (n.v.) | Spanje       | Stadio Giovanni Berta, Florence Toeschouwers: 35.000 Scheidsrechter: Louis Baert (BEL) |
| 31 mei WK 1934 Kwartfinale № 112 «onderlinge duels» 16:30 uur (UTC+1) | Ferrari 44' |              | 30' Regueiro | Stadio Giovanni Berta, Florence Toeschouwers: 35.000 Scheidsrechter: Louis Baert (BEL) |

|                                                                       |            |       |        |                                                                                        |
| 1 juni WK 1934 Kwartfinale № 113 «onderlinge duels» 16:30 uur (UTC+1) | Italië     | 1 – 0 | Spanje | Stadio Giovanni Berta, Florence Toeschouwers: 34.000 Scheidsrechter: René Mercet (SUI) |
| 1 juni WK 1934 Kwartfinale № 113 «onderlinge duels» 16:30 uur (UTC+1) | Meazza 11' |       |        | Stadio Giovanni Berta, Florence Toeschouwers: 34.000 Scheidsrechter: René Mercet (SUI) |

|                                                                        |            |       |            |                                                                                |
| 3 juni WK 1934 Halve finale № 114 «onderlinge duels» 16:30 uur (UTC+1) | Italië     | 1 – 0 | Oostenrijk | Stadio San Siro, Milaan Toeschouwers: 36.000 Scheidsrechter: Ivan Eklind (SWE) |
| 3 juni WK 1934 Halve finale № 114 «onderlinge duels» 16:30 uur (UTC+1) | Guaita 19' |       |            | Stadio San Siro, Milaan Toeschouwers: 36.000 Scheidsrechter: Ivan Eklind (SWE) |

|                                                                   |                       |              |                   |                                                                                   |
| 10 juni WK 1934 Finale № 115 «onderlinge duels» 18:00 uur (UTC+1) | Italië                | 2 – 1 (n.v.) | Tsjecho-Slowakije | Stadio Nazionale PNF, Rome Toeschouwers: 43.818 Scheidsrechter: Ivan Eklind (SWE) |
| 10 juni WK 1934 Finale № 115 «onderlinge duels» 18:00 uur (UTC+1) | Orsi 81' Schiavio 95' |              | 76' Puč           | Stadio Nazionale PNF, Rome Toeschouwers: 43.818 Scheidsrechter: Ivan Eklind (SWE) |

|  |  |  |  |  |  |  |  |  |

|                                                                        |                                  |       |                          |                                                                         |
| 14 november Vriendschappelijk № 116 «onderlinge duels» 14:30 uur (UTC) | Engeland                         | 3 – 2 | Italië                   | Highbury, Londen Toeschouwers: 56.044 Scheidsrechter: Otto Olsson (SWE) |
| 14 november Vriendschappelijk № 116 «onderlinge duels» 14:30 uur (UTC) | Eric Brook 3', 10' Ted Drake 12' |       | 58', 62' Giuseppe Meazza | Highbury, Londen Toeschouwers: 56.044 Scheidsrechter: Otto Olsson (SWE) |

|                                                                         |                                                                                |       |                                   |                                                                                  |
| 9 december Vriendschappelijk № 117 «onderlinge duels» 14:30 uur (UTC+1) | Italië                                                                         | 4 – 2 | Hongarije                         | Stadio San Siro, Milaan Toeschouwers: 45.000 Scheidsrechter: Alois Beranek (AUT) |
| 9 december Vriendschappelijk № 117 «onderlinge duels» 14:30 uur (UTC+1) | Enrique Guaita 27' Enrique Guaita 37' Giovanni Ferrari 63' Giuseppe Meazza 83' |       | 18' György Sárosi 39' István Avar | Stadio San Siro, Milaan Toeschouwers: 45.000 Scheidsrechter: Alois Beranek (AUT) |

### 1935
|                                                                          |                         |       |                  |                                                                                   |
| 17 februari Vriendschappelijk № 118 «onderlinge duels» 15:00 uur (UTC+1) | Italië                  | 2 – 1 | Frankrijk        | Stadio Nazionale PNF, Rome Toeschouwers: 23.000 Scheidsrechter: Louis Baert (BEL) |
| 17 februari Vriendschappelijk № 118 «onderlinge duels» 15:00 uur (UTC+1) | Giuseppe Meazza 5', 15' |       | 26' Fritz Keller | Stadio Nazionale PNF, Rome Toeschouwers: 23.000 Scheidsrechter: Louis Baert (BEL) |

| |            |                |        |                                                                                  |
| 24 maart Centraal-Europese Internationale Beker 1933-1935 № 119 «onderlinge duels» 16:00 uur (UTC+1) | Oostenrijk | 0 – 2          | Italië | Praterstadion, Wenen Toeschouwers: 60.000 Scheidsrechter: Walter Lewington (ENG) |
| 24 maart Centraal-Europese Internationale Beker 1933-1935 № 119 «onderlinge duels» 16:00 uur (UTC+1) |            | 51', 81' Piola |        | Praterstadion, Wenen Toeschouwers: 60.000 Scheidsrechter: Walter Lewington (ENG) |

| |                   |       |           |                                                                                   |
| 27 oktober Centraal-Europese Internationale Beker 1933-1935 № 120 «onderlinge duels» 15:30 uur (UTC+1) | Tsjecho-Slowakije | 2 – 1 | Italië    | Sportovní Stadion, Praag Toeschouwers: 8.000 Scheidsrechter: Pedro Escartín (ESP) |
| 27 oktober Centraal-Europese Internationale Beker 1933-1935 № 120 «onderlinge duels» 15:30 uur (UTC+1) | Horák 52', 80'    |       | 75' Pitto | Sportovní Stadion, Praag Toeschouwers: 8.000 Scheidsrechter: Pedro Escartín (ESP) |

| |                          |       |                 |                                                                               |
| 24 november Centraal-Europese Internationale Beker 1933-1935 № 121 «onderlinge duels» 14:30 uur (UTC+1) | Italië                   | 2 – 2 | Hongarije       | Arena Civica, Milaan Toeschouwers: 26.000 Scheidsrechter: Hans Wüthrich (SUI) |
| 24 november Centraal-Europese Internationale Beker 1933-1935 № 121 «onderlinge duels» 14:30 uur (UTC+1) | Colaussi 69' Ferrari 70' |       | 43', 79' Sárosi | Arena Civica, Milaan Toeschouwers: 26.000 Scheidsrechter: Hans Wüthrich (SUI) |

### 1936
|                                                                      |                          |       |                                      |                                                                              |
| 5 april Vriendschappelijk № 122 «onderlinge duels» 15:00 uur (UTC+1) | Zwitserland              | 1 – 2 | Italië                               | Hardturm, Zürich Toeschouwers: 32.300 Scheidsrechter: Mihály Iváncsics (HUN) |
| 5 april Vriendschappelijk № 122 «onderlinge duels» 15:00 uur (UTC+1) | Walter Weiler 77' (pen.) |       | 44' Atilio Demaría 67' Gino Colaussi | Hardturm, Zürich Toeschouwers: 32.300 Scheidsrechter: Mihály Iváncsics (HUN) |

|                                                                     |                                        |       |                                         |                                                                                   |
| 17 mei Vriendschappelijk № 123 «onderlinge duels» 16:30 uur (UTC+1) | Italië                                 | 2 – 2 | Oostenrijk                              | Stadio Nazionale PNF, Rome Toeschouwers: 20.000 Scheidsrechter: Pál Hertzka (HUN) |
| 17 mei Vriendschappelijk № 123 «onderlinge duels» 16:30 uur (UTC+1) | Attilio Demaria 64' Piero Pasinati 78' |       | 28' Camillo Jerusalem 72' Rudolf Viertl | Stadio Nazionale PNF, Rome Toeschouwers: 20.000 Scheidsrechter: Pál Hertzka (HUN) |

|                                                                     |                  |       |                                        |                                                                                         |
| 31 mei Vriendschappelijk № 124 «onderlinge duels» 16:00 uur (UTC+1) | Hongarije        | 1 – 2 | Italië                                 | Hidegkuti Nándorstadion, Boedapest Toeschouwers: .000 Scheidsrechter: Adolf Miesz (AUT) |
| 31 mei Vriendschappelijk № 124 «onderlinge duels» 16:00 uur (UTC+1) | József Turay 70' |       | 31' Piero Pasinati 77' Giuseppe Meazza | Hidegkuti Nándorstadion, Boedapest Toeschouwers: .000 Scheidsrechter: Adolf Miesz (AUT) |

| Olympische Spelen 1936 |
| ---------------------- |

|                                                                                      |                  |                     |        |                                                                                 |
| 3 augustus Olympische Spelen Eerste ronde № 125 «onderlinge duels» 17:30 uur (UTC+1) | Verenigde Staten | 0 – 1               | Italië | Poststadion, Berlijn Toeschouwers: 9.000 Scheidsrechter: Karl Weingärtner (GER) |
| 3 augustus Olympische Spelen Eerste ronde № 125 «onderlinge duels» 17:30 uur (UTC+1) |                  | 58' Annibale Frossi |        | Poststadion, Berlijn Toeschouwers: 9.000 Scheidsrechter: Karl Weingärtner (GER) |

|                                                                                     |       |                                                                                  |        |                                                                                |
| 7 augustus Olympische Spelen Kwartfinale № 126 «onderlinge duels» 17:30 uur (UTC+1) | Japan | 0 – 8                                                                            | Italië | Mommsenstadion, Berlijn Toeschouwers: 10.000 Scheidsrechter: Otto Olsson (SWE) |
| 7 augustus Olympische Spelen Kwartfinale № 126 «onderlinge duels» 17:30 uur (UTC+1) |       | 14', 75', 80' Annibale Frossi 32', 57', 81', 82' Carlo Biagi 89' Giulio Cappelli |        | Mommsenstadion, Berlijn Toeschouwers: 10.000 Scheidsrechter: Otto Olsson (SWE) |

|                                                                                       |                                       |              |                  |                                                                                |
| 10 augustus Olympische Spelen Halve finale № 127 «onderlinge duels» 17:00 uur (UTC+1) | Italië                                | 2 – 1 (n.v.) | Noorwegen        | Olympiastadion, Berlijn Toeschouwers: 95.000 Scheidsrechter: Pál Hertzka (HUN) |
| 10 augustus Olympische Spelen Halve finale № 127 «onderlinge duels» 17:00 uur (UTC+1) | Alfonso Negro 15' Annibale Frossi 96' |              | 58' Arne Brustad | Olympiastadion, Berlijn Toeschouwers: 95.000 Scheidsrechter: Pál Hertzka (HUN) |

|                                                                                 |                          |       |            |                                                                                 |
| 15 augustus Olympische Spelen Finale № 128 «onderlinge duels» 16:00 uur (UTC+1) | Italië                   | 2 – 1 | Oostenrijk | Olympiastadion, Berlijn Toeschouwers: 85.000 Scheidsrechter: Peco Bauwens (GEr) |
| 15 augustus Olympische Spelen Finale № 128 «onderlinge duels» 16:00 uur (UTC+1) | Annibale Frossi 70', 92' |       | ?          | Olympiastadion, Berlijn Toeschouwers: 85.000 Scheidsrechter: Peco Bauwens (GEr) |

|  |  |  |  |  |  |  |  |  |

| |                                                              |       |                                     |                                                                                 |
| 25 oktober Centraal-Europese Internationale Beker 1936-1938 № 129 «onderlinge duels» 15:00 uur (UTC+1) | Italië                                                       | 4 – 2 | Zwitserland                         | Stadio San Siro, Milaan Toeschouwers: 35.000 Scheidsrechter: Peco Bauwens (DUI) |
| 25 oktober Centraal-Europese Internationale Beker 1936-1938 № 129 «onderlinge duels» 15:00 uur (UTC+1) | Giuseppe Meazza 25' Silvio Piola 37', 53' Piero Pasinati 60' |       | 31' Alfred Bickel 76' Eugen Diebold | Stadio San Siro, Milaan Toeschouwers: 35.000 Scheidsrechter: Peco Bauwens (DUI) |

|                                                                          |                        |       |                                       |                                                                                 |
| 15 november Vriendschappelijk № 130 «onderlinge duels» 14:30 uur (UTC+1) | Duitsland              | 2 – 2 | Italië                                | Olympiastadion, Berlijn Toeschouwers: 83.000 Scheidsrechter: Rudolf Eklöw (SWE) |
| 15 november Vriendschappelijk № 130 «onderlinge duels» 14:30 uur (UTC+1) | Otto Siffling 35', 40' |       | 2' Gino Colaussi 52' Giovanni Ferrari | Olympiastadion, Berlijn Toeschouwers: 83.000 Scheidsrechter: Rudolf Eklöw (SWE) |

|                                                                       |                                         |       |                   |                                                                                     |
| 25 april Vriendschappelijk № 131 «onderlinge duels» 15:00 uur (UTC+1) | Italië                                  | 2 – 0 | Tsjecho-Slowakije | Stadio Luigi Ferraris, Genua Toeschouwers: 25.000 Scheidsrechter: Adolf Miesz (AUT) |
| 25 april Vriendschappelijk № 131 «onderlinge duels» 15:00 uur (UTC+1) | Piero Pasinati 40' Giovanni Ferrari 43' |       |                   | Stadio Luigi Ferraris, Genua Toeschouwers: 25.000 Scheidsrechter: Adolf Miesz (AUT) |

### 1937
| |                         |       |           | |
| 25 april Centraal-Europese Internationale Beker 1936-1938 № 132 «onderlinge duels» 15:30 uur (UTC+1) | Italië                  | 2 – 0 | Hongarije | Stadio Municipale Benito Mussolini, Turijn Toeschouwers: 28.000 Scheidsrechter: William Bangerter (SUI) |
| 25 april Centraal-Europese Internationale Beker 1936-1938 № 132 «onderlinge duels» 15:30 uur (UTC+1) | Colaussi 33' Frossi 81' |       |           | Stadio Municipale Benito Mussolini, Turijn Toeschouwers: 28.000 Scheidsrechter: William Bangerter (SUI) |

| |                   |           |        |                                                                               |
| 23 mei Centraal-Europese Internationale Beker 1936-1938 № 133 «onderlinge duels» 17:00 uur (UTC+1) | Tsjecho-Slowakije | 0 – 1     | Italië | Generali Arena, Praag Toeschouwers: 30.000 Scheidsrechter: Peco Bauwens (GER) |
| 23 mei Centraal-Europese Internationale Beker 1936-1938 № 133 «onderlinge duels» 17:00 uur (UTC+1) |                   | 24' Piola |        | Generali Arena, Praag Toeschouwers: 30.000 Scheidsrechter: Peco Bauwens (GER) |

|                                                                     |                       |       |                                           |                                                                                |
| 27 mei Vriendschappelijk № 134 «onderlinge duels» 19:15 uur (UTC+1) | Noorwegen             | 1 – 3 | Italië                                    | Ullevaalstadion, Oslo Toeschouwers: 27.000 Scheidsrechter: Alfred Birlem (GER) |
| 27 mei Vriendschappelijk № 134 «onderlinge duels» 19:15 uur (UTC+1) | William Danielsen 76' |       | 14' Giuseppe Meazza 20', 54' Silvio Piola | Ullevaalstadion, Oslo Toeschouwers: 27.000 Scheidsrechter: Alfred Birlem (GER) |

| |                                             |       |                      |                                                                                     |
| 31 oktober Centraal-Europese Internationale Beker 1936-1938 № 135 «onderlinge duels» 15:00 uur (UTC+1) | Zwitserland                                 | 2 – 2 | Italië               | Parc des Sports, Genève Toeschouwers: 25.000 Scheidsrechter: Walter Lewington (ENG) |
| 31 oktober Centraal-Europese Internationale Beker 1936-1938 № 135 «onderlinge duels» 15:00 uur (UTC+1) | Genia Walaschek 17' (pen.) Fritz Wagner 23' |       | 5', 85' Silvio Piola | Parc des Sports, Genève Toeschouwers: 25.000 Scheidsrechter: Walter Lewington (ENG) |

|                                                                   |           |       |        |                                                                                   |
| 5 december Vriendschappelijk № 136 «onderlinge duels» 14:00 (UTC) | Frankrijk | 0 – 0 | Italië | Parc des Princes, Parijs Toeschouwers: 39.046 Scheidsrechter: Hans Wüthrich (SUI) |
| 5 december Vriendschappelijk № 136 «onderlinge duels» 14:00 (UTC) |           |       |        | Parc des Princes, Parijs Toeschouwers: 39.046 Scheidsrechter: Hans Wüthrich (SUI) |

### 1938
|                                                                     |                                                                                               |       |                 |                                                                                 |
| 15 mei Vriendschappelijk № 137 «onderlinge duels» 16:00 uur (UTC+1) | Italië                                                                                        | 6 – 1 | België          | Stadio San Siro, Milaan Toeschouwers: 25.000 Scheidsrechter: Peco Bauwens (GER) |
| 15 mei Vriendschappelijk № 137 «onderlinge duels» 16:00 uur (UTC+1) | Giuseppe Meazza 17' (pen.) Michele Andreolo 28' Piero Pasinati 58' Silvio Piola 71', 80', 84' |       | 2' Jean Capelle | Stadio San Siro, Milaan Toeschouwers: 25.000 Scheidsrechter: Peco Bauwens (GER) |

|                                                                     |                                                                                   |       |             |                                                                                       |
| 22 mei Vriendschappelijk № 138 «onderlinge duels» 16:30 uur (UTC+1) | Italië                                                                            | 4 – 0 | Joegoslavië | Stadio Luigi Ferraris, Genua Toeschouwers: 25.000 Scheidsrechter: Alfred Birlem (GER) |
| 22 mei Vriendschappelijk № 138 «onderlinge duels» 16:30 uur (UTC+1) | Gino Colaussi 6' Silvio Piola 12' Giuseppe Meazza 62' (pen.) Giovanni Ferrari 84' |       |             | Stadio Luigi Ferraris, Genua Toeschouwers: 25.000 Scheidsrechter: Alfred Birlem (GER) |

| Wereldkampioenschap voetbal 1938 |
| -------------------------------- |

|                                                                          |                                     |              |                  |                                                                                     |
| 5 juni WK 1938 Achtste finale № 139 «onderlinge duels» 17:00 uur (UTC+1) | Italië                              | 2 – 1 (n.v.) | Noorwegen        | Stade Vélodrome, Marseille Toeschouwers: 18.826 Scheidsrechter: Alois Beranek (AUT) |
| 5 juni WK 1938 Achtste finale № 139 «onderlinge duels» 17:00 uur (UTC+1) | Pietro Ferraris 2' Silvio Piola 94' |              | 83' Arne Brustad | Stade Vélodrome, Marseille Toeschouwers: 18.826 Scheidsrechter: Alois Beranek (AUT) |

|                                                                        |                     |       |                                        |                                                                                                 |
| 12 juni WK 1938 Kwartfinale № 140 «onderlinge duels» 17:00 uur (UTC+1) | Frankrijk           | 1 – 3 | Italië                                 | Stade olympique Yves-du-Manoir, Colombes Toeschouwers: 58.455 Scheidsrechter: Louis Baert (BEL) |
| 12 juni WK 1938 Kwartfinale № 140 «onderlinge duels» 17:00 uur (UTC+1) | Oscar Heisserer 10' |       | 9' Gino Colaussi 52', 72' Silvio Piola | Stade olympique Yves-du-Manoir, Colombes Toeschouwers: 58.455 Scheidsrechter: Louis Baert (BEL) |

|                                                                         |                                |       |           |                                                                                     |
| 16 juni WK 1938 Halve finale № 141 «onderlinge duels» 18:00 uur (UTC+1) | Italië                         | 2 – 1 | Brazilië  | Stade Vélodrome, Marseille Toeschouwers: 33.000 Scheidsrechter: Hans Wüthrich (SUI) |
| 16 juni WK 1938 Halve finale № 141 «onderlinge duels» 18:00 uur (UTC+1) | Colaussi 51' Meazza 60' (pen.) |       | Romeu 87' | Stade Vélodrome, Marseille Toeschouwers: 33.000 Scheidsrechter: Hans Wüthrich (SUI) |

|                                                                   |                      |       |                                 |                                                                                                   |
| 19 juni WK 1938 Finale № 142 «onderlinge duels» 17:00 uur (UTC+1) | Hongarije            | 2 – 4 | Italië                          | Stade Olympique de Colombes, Parijs Toeschouwers: 45.124 Scheidsrechter: Georges Capdeville (FRA) |
| 19 juni WK 1938 Finale № 142 «onderlinge duels» 17:00 uur (UTC+1) | Titkos 8' Sárosi 70' |       | Colaussi 6', 35' Piola 16', 82' | Stade Olympique de Colombes, Parijs Toeschouwers: 45.124 Scheidsrechter: Georges Capdeville (FRA) |

|  |  |  |  |  |  |  |  |  |

|                                                                          |                                               |       |             |                                                                                   |
| 20 november Vriendschappelijk № 143 «onderlinge duels» 14:30 uur (UTC+1) | Italië                                        | 2 – 0 | Zwitserland | Stadio Littoriale, Bologna Toeschouwers: 20.000 Scheidsrechter: Louis Baert (BEL) |
| 20 november Vriendschappelijk № 143 «onderlinge duels» 14:30 uur (UTC+1) | Gino Colaussi 27' Severino Minelli 60' (e.d.) |       |             | Stadio Littoriale, Bologna Toeschouwers: 20.000 Scheidsrechter: Louis Baert (BEL) |

|                                                                         |                    |       |           |                                                                                           |
| 4 december Vriendschappelijk № 144 «onderlinge duels» 14:30 uur (UTC+1) | Italië             | 1 – 0 | Frankrijk | Stadio Giorgio Ascarelli, Napels Toeschouwers: 40.000 Scheidsrechter: John Langenus (BEL) |
| 4 december Vriendschappelijk № 144 «onderlinge duels» 14:30 uur (UTC+1) | Amedeo Biavati 32' |       |           | Stadio Giorgio Ascarelli, Napels Toeschouwers: 40.000 Scheidsrechter: John Langenus (BEL) |

### 1939
|                                                                       |                                                     |       |                                      | |
| 26 maart Vriendschappelijk № 145 «onderlinge duels» 15:00 uur (UTC+1) | Italië                                              | 3 – 2 | Duitsland                            | gemeentelijk stadion Giovanni Berta, Florence Toeschouwers: 25.000 Scheidsrechter: Louis Baert (BEL) |
| 26 maart Vriendschappelijk № 145 «onderlinge duels» 15:00 uur (UTC+1) | Silvio Piola 9' Amedeo Biavati 35' Silvio Piola 48' |       | 28' Wilhelm Hahnemann 80' Paul Janes | gemeentelijk stadion Giovanni Berta, Florence Toeschouwers: 25.000 Scheidsrechter: Louis Baert (BEL) |

|                                                                     |                                     |       |                                  |                                                                                 |
| 13 mei Vriendschappelijk № 146 «onderlinge duels» 16:00 uur (UTC+1) | Italië                              | 2 – 2 | Engeland                         | Stadio San Siro, Milaan Toeschouwers: 60.000 Scheidsrechter: Peco Bauwens (GER) |
| 13 mei Vriendschappelijk № 146 «onderlinge duels» 16:00 uur (UTC+1) | Amedeo Biavati 49' Silvio Piola 64' |       | 19' Tommy Lawton 77' Willie Hall | Stadio San Siro, Milaan Toeschouwers: 60.000 Scheidsrechter: Peco Bauwens (GER) |

|                                                                     |                         |       |                                    |                                                                                |
| 4 juni Vriendschappelijk № 147 «onderlinge duels» 17:00 uur (UTC+1) | Joegoslavië             | 1 – 2 | Italië                             | Stadion BSK, Belgrado Toeschouwers: 35.000 Scheidsrechter: John Langenus (BEL) |
| 4 juni Vriendschappelijk № 147 «onderlinge duels» 17:00 uur (UTC+1) | Aleksandar Petrović 65' |       | 35' Silvio Piola 61' Gino Colaussi | Stadion BSK, Belgrado Toeschouwers: 35.000 Scheidsrechter: John Langenus (BEL) |

|                                                                     |                    |       |                                                     |                                                                                        |
| 8 juni Vriendschappelijk № 148 «onderlinge duels» 16:00 uur (UTC+1) | Hongarije          | 1 – 3 | Italië                                              | Üllői úti stadion, Boedapest Toeschouwers: 36.000 Scheidsrechter: Tommy Thompson (ENG) |
| 8 juni Vriendschappelijk № 148 «onderlinge duels» 16:00 uur (UTC+1) | István Kiszely 77' |       | 2' Silvio Piola 59' Gino Colaussi 65' Gino Colaussi | Üllői úti stadion, Boedapest Toeschouwers: 36.000 Scheidsrechter: Tommy Thompson (ENG) |

|                                                                      |          |                   |        | |
| 11 juni Vriendschappelijk № 149 «onderlinge duels» 18:00 uur (UTC+3) | Roemenië | 0 – 1             | Italië | Stadionul Oficiul Național de Educație Fizică, Boekarest Toeschouwers: 28.000 Scheidsrechter: Alois Beranek (AUT) |
| 11 juni Vriendschappelijk № 149 «onderlinge duels» 18:00 uur (UTC+3) |          | 32' Gino Colaussi |        | Stadionul Oficiul Național de Educație Fizică, Boekarest Toeschouwers: 28.000 Scheidsrechter: Alois Beranek (AUT) |

|                                                                      |                                       |       |                            |                                                                                    |
| 20 juli Vriendschappelijk № 150 «onderlinge duels» 19:00 uur (UTC+2) | Finland                               | 2 – 3 | Italië                     | Olympisch Stadion, Helsinki Toeschouwers: 15.547 Scheidsrechter: Ivan Eklind (SWE) |
| 20 juli Vriendschappelijk № 150 «onderlinge duels» 19:00 uur (UTC+2) | Aatos Lehtonen 21' Kurt Weckström 41' |       | 12', 28', 84' Silvio Piola | Olympisch Stadion, Helsinki Toeschouwers: 15.547 Scheidsrechter: Ivan Eklind (SWE) |

|                                                                          |                                       |       |                      |                                                                         |
| 12 november Vriendschappelijk № 151 «onderlinge duels» 14:30 uur (UTC+1) | Zwitserland                           | 3 – 1 | Italië               | Hardturm, Zürich Toeschouwers: 23.000 Scheidsrechter: Louis Baert (BEL) |
| 12 november Vriendschappelijk № 151 «onderlinge duels» 14:30 uur (UTC+1) | Numa Monnard 5' Georges Aeby 61', 88' |       | 28' Ettore Puricelli | Hardturm, Zürich Toeschouwers: 23.000 Scheidsrechter: Louis Baert (BEL) |

|                                                                          |                                                                     |       |                                             |                                                                                   |
| 26 november Vriendschappelijk № 152 «onderlinge duels» 14:00 uur (UTC+1) | Duitsland                                                           | 5 – 2 | Italië                                      | Olympiastadion, Berlijn Toeschouwers: 70.000 Scheidsrechter: Pedro Escartín (ESP) |
| 26 november Vriendschappelijk № 152 «onderlinge duels» 14:00 uur (UTC+1) | Franz Binder 21', 36', 85' (pen.) Ernst Lehner 67' Edmund Conen 70' |       | 15' Giacomo Neri 27' (pen.) Attilio Demaría | Olympiastadion, Berlijn Toeschouwers: 70.000 Scheidsrechter: Pedro Escartín (ESP) |

België · Bulgarije · Denemarken · Duitsland · Engeland · Estland · Finland · Frankrijk · Griekenland · Hongarije · Ierland · Israël · Italië · Joegoslavië · Letland · Litouwen · Luxemburg · Nederland · Noord-Ierland · Noorwegen · Oostenrijk · Polen · Portugal · Roemenië · Schotland · Spanje · Tsjecho-Slowakije · Turkije · Wales · Zweden · Zwitserland
FIGC · A-internationals · Selecties · Bondscoaches · Italiaans vrouwenelftal · Olympisch elftal · Italië U21 · Italië U20 · Italië U19 · Italië U18 · Italië U17 · Italië U16 · Vrouwen U17
1910 – 1919 ·
1920 – 1929 ·
1930 – 1939 ·
1940 – 1949 ·
1950 – 1959 ·
1960 – 1969 ·
1970 – 1979 ·
1980 – 1989 ·
1990 – 1999 ·
2000 – 2009 ·
2010 – 2019 ·
2020 − 2029
EK's: 1968 · 
1980 · 
1988 · 
1996 · 
2000 · 
2004 · 
2008 · 
2012 · 
2016 ·
2020 ·
2024
WK's: 1934 · 
1938 · 
1950 · 
1954 · 
1962 · 
1966 · 
1970 · 
1974 · 
1978 · 
1982 · 
1986 · 
1990 · 
1994 · 
1998 · 
2002 · 
2006 · 
2010 · 
2014
OS: 1912 · 
1920 · 
1924 · 
1928 · 
1936 · 
1948 · 
1952 · 
1960 · 
1984 · 
1988 · 
1992 · 
1996 · 
2000 · 
2004 · 
2008
1911 · 
1912 · 
1913 · 
1914 · 
1915 · 
1916 · 1917 · 1918 · 1919 · 
1920 · 
1921 · 
1922 · 
1923 · 
1924 · 
1925 · 
1926 · 
1927 · 
1928 · 
1929 · 
1930 · 
1931 · 
1932 · 
1933 · 
1934 · 
1935 · 
1936 · 
1937 · 
1938 · 
1939 · 
1940 · 
1941 · 
1942 · 
1943 · 1944 · 
1945 · 
1946 · 
1947 · 
1948 · 
1949 · 
1950 · 
1952 · 
1952 · 
1953 · 
1954 · 
1955 · 
1956 · 
1957 · 
1958 · 
1959 · 
1960 · 
1961 · 
1962 · 
1963 · 
1964 · 
1965 · 
1966 · 
1967 · 
1968 · 
1969 · 
1970 · 
1971 · 
1972 · 
1973 · 
1974 · 
1975 · 
1976 · 
1977 · 
1978 · 
1979 · 
1980 · 
1981 · 
1982 · 
1983 · 
1984 · 
1985 · 
1986 · 
1987 · 
1988 · 
1989 · 
1990 ·
1991 · 
1992 · 
1993 · 
1994 · 
1995 · 
1996 · 
1997 · 
1998 · 
1999 · 
2000 · 
2001 · 
2002 · 
2003 · 
2004 · 
2005 · 
2006 · 
2007 · 
2008 · 
2009 · 
2010 · 
2011 · 
2012 · 
2013 · 
2014 · 
2015 · 
2016 · 
2017 ·
2018 ·
2019 ·
2020 ·
2021 ·
2022 ·
2023 ·
2024
Albanië ·
Algerije ·
Argentinië ·
Armenië ·
Australië ·
Azerbeidzjan ·
België ·
Bosnië en Herzegovina ·
Brazilië ·
Bulgarije ·
Canada ·
Chili ·
China ·
Costa Rica ·
Cyprus ·
DDR ·
Denemarken ·
Duitsland ·
Ecuador ·
Egypte ·
Engeland ·
Estland ·
Faeröer ·
Finland ·
Frankrijk ·
Georgië ·
Ghana ·
Griekenland ·
Haïti ·
Hongarije ·
Ierland ·
IJsland ·
Israël ·
Ivoorkust ·
Japan ·
Joegoslavië ·
Kameroen ·
Kroatië ·
Liechtenstein · 
Litouwen ·
Luxemburg ·
Malta ·
Marokko ·
Mexico ·
Moldavië ·
Montenegro ·
Nederland ·
Nieuw-Zeeland ·
Nigeria ·
Noord-Ierland ·
Noord-Korea ·
Noord-Macedonië ·
Noorwegen ·
Oekraïne ·
Oostenrijk ·
Paraguay ·
Peru ·
Polen ·
Portugal ·
Roemenië ·
Rusland ·
San Marino ·
Saoedi-Arabië ·
Schotland ·
Servië ·
Servië en Montenegro ·
Slovenië ·
Slowakije ·
Sovjet-Unie ·
Spanje ·
Tsjechië ·
Tsjecho-Slowakije ·
Tunesië ·
Turkije ·
Uruguay ·
Venezuela ·
Verenigde Staten ·
Wales ·
Wit-Rusland ·
Zuid-Afrika ·
Zuid-Korea ·
Zweden ·
Zwitserland
Argentinië (1982) · 
Australië (2006) · 
België (2016) · 
België (2021) · 
Brazilië (1970) · 
Brazilië (1982) · 
Brazilië (1994) · 
Costa Rica (2014) · 
Duitsland (2006) · 
Duitsland (2012) · 
Engeland (2012) ·
Engeland (2014) ·
Engeland (2021) ·
Frankrijk (2000) · 
Frankrijk (2006) · 
Frankrijk (2008) · 
Ghana (2006) · 
Hongarije (1938) · 
Ierland (2012) · 
Joegoslavië (1968) · 
Kameroen (1982) · 
Kroatië (2012) · 
Nederland (2008) · 
Nieuw-Zeeland (2010) · 
Oekraïne (2006) · 
Oostenrijk (2021) · 
Paraguay (2010) · 
Peru (1982) · 
Polen (1982, 1) · 
Polen (1982, 2) · 
Roemenië (2008) · 
Spanje (2008) ·
Spanje (2012, 1) ·
Spanje (2012, 2) ·
Spanje (2016) ·
Spanje (2021) ·
Tsjechië (2006) · 
Turkije (2021) · 
Uruguay (2014) · 
Verenigde Staten (2006) · 
Wales (2021) · 
West-Duitsland (1982) · 
Zweden (2016) · 
Zwitserland (2021)